# Rhododendron spinuliferum
Rhododendron spinuliferum är en ljungväxtart som beskrevs av Adrien René Franchet. Rhododendron spinuliferum ingår i släktet rododendron, och familjen ljungväxter. Utöver nominatformen finns också underarten R. s. glabrescens.

## Bildgalleri

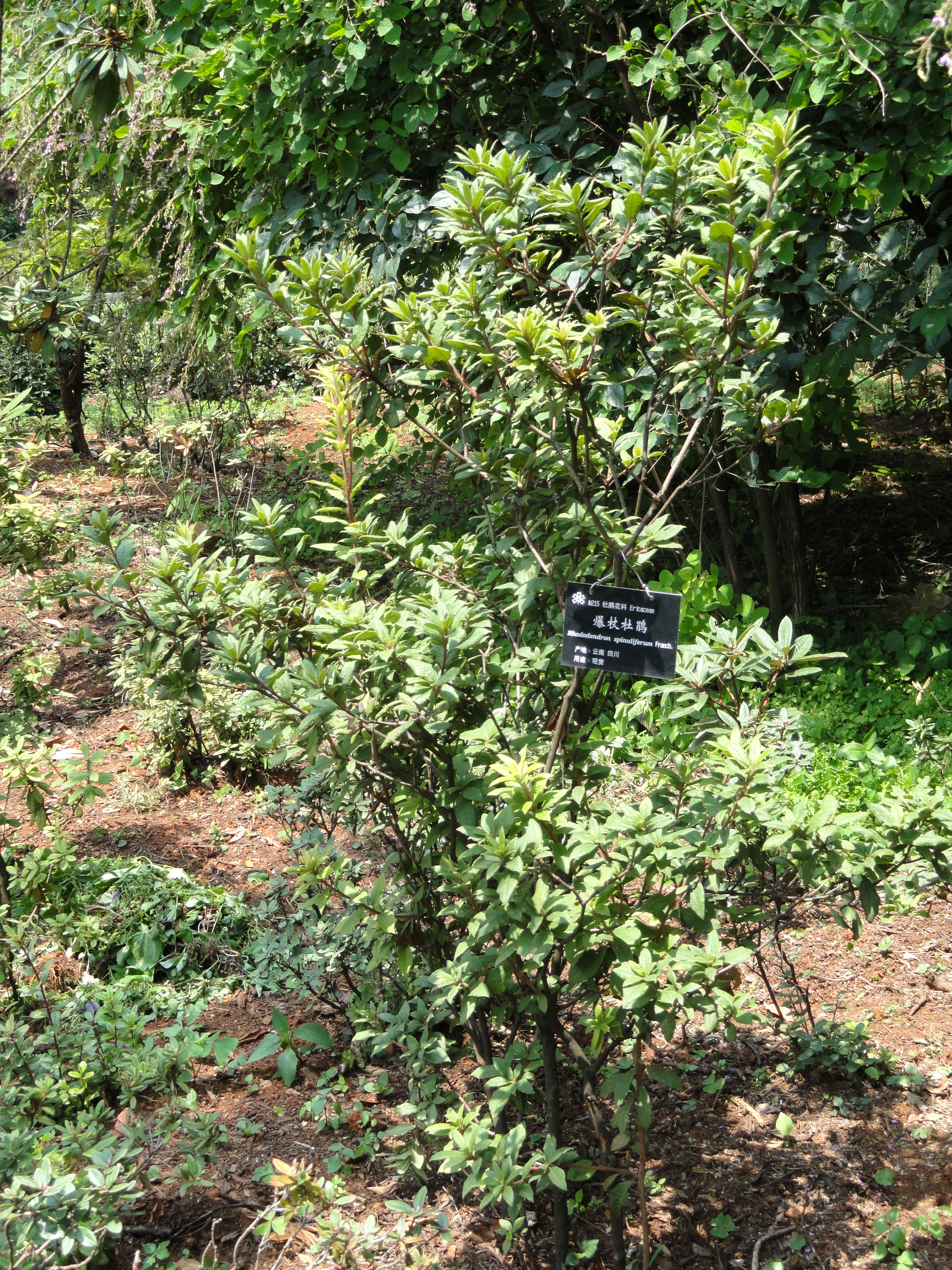
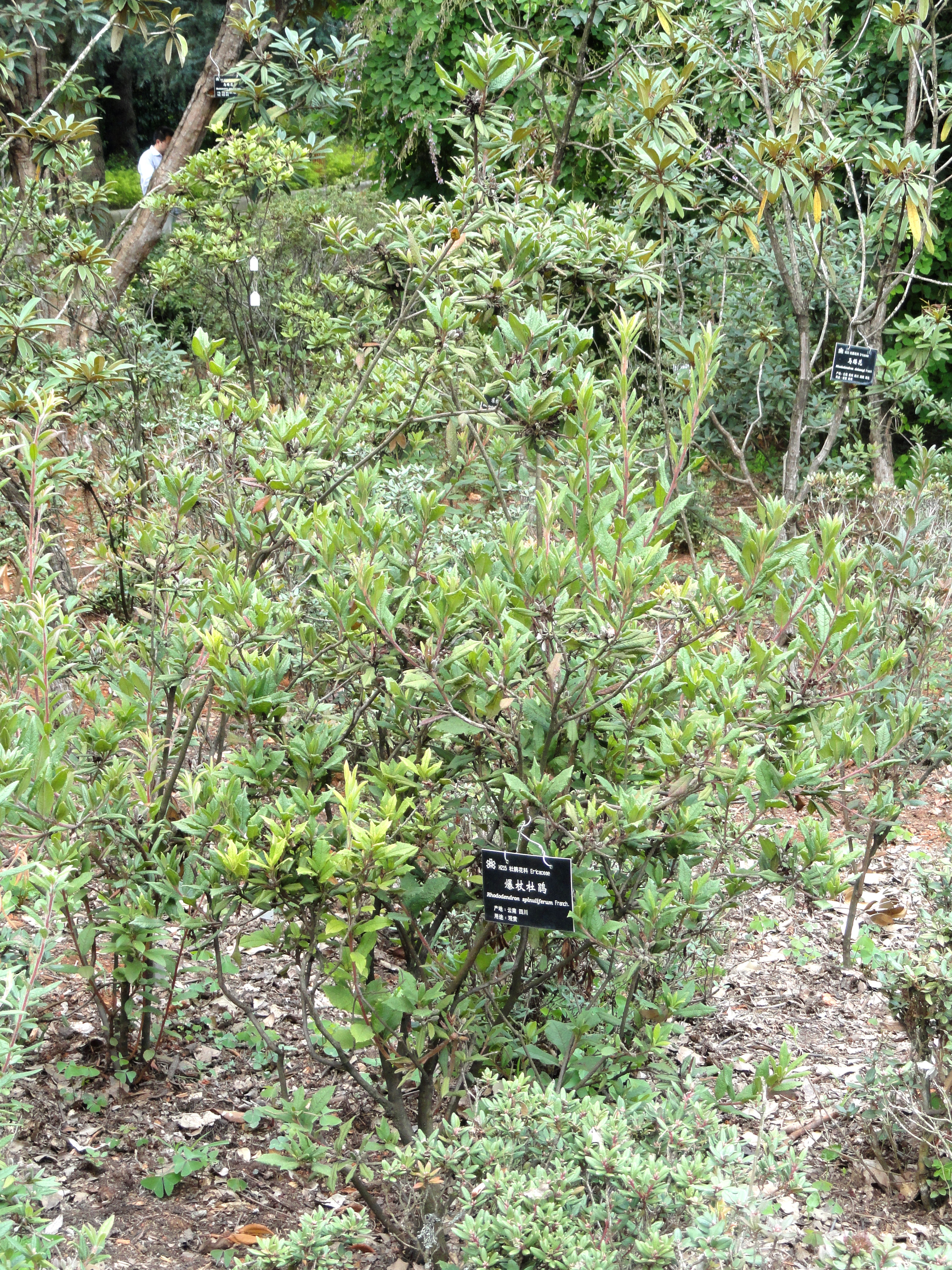
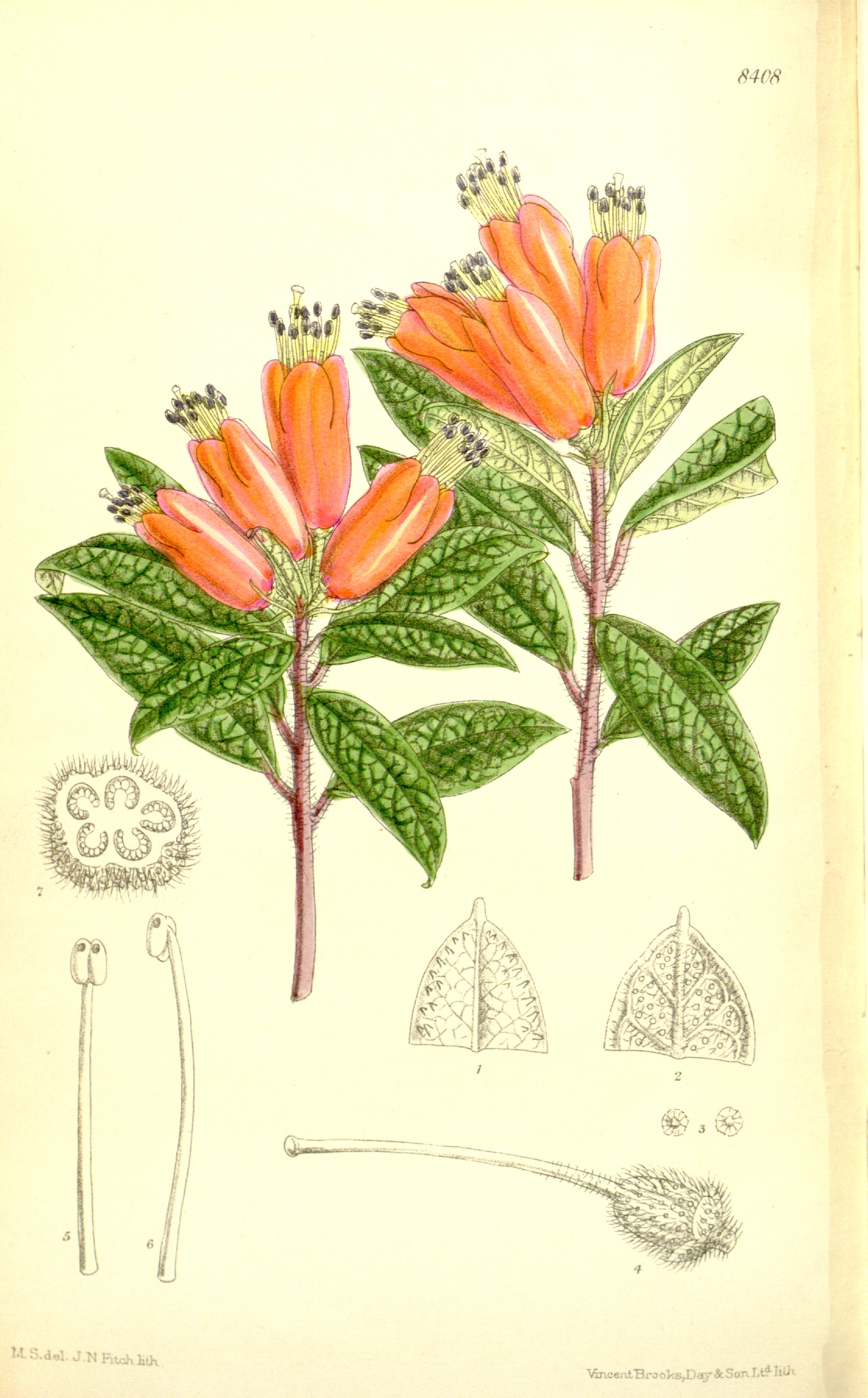